# دایره کروماتیک

دایره کروماتیک

دایره کروماتیک (انگلیسی: Chromatic circle) فضایی هندسی است که رابطهٔ بین  ۱۲ نت گام کروماتیک را بر روی یک دایره بیان می‌دارد. تفاوت مهم بین دایرهٔ کروماتیک و دایره پنجم‌ها این است که دایرهٔ کروماتیک به‌شکلی حقیقی یک فضای پیوسته‌است؛ به این معنی که هر نقطه روی دایره به یک نت قابل تصور اشاره دارد و هر نت قابل تصور را می‌توان جایی روی دایره قرار داد، در حالی که دایرهٔ پنجم‌ها ساختاری «گسسته» دارد و نمی‌توان نت‌ها را روی هر نقطهٔ آن تصویر کرد.